# Eddy Etaeta
Eddy Etaeta (Papeete, 1 de junho de 1970) é um treinador de futebol e ex-futebolista taitiano. Entre 2010 e 2015, comandou a Seleção do Taiti.

## Carreira
Como jogador, Etaeta atuava como meio-campista e defendeu apenas um clube na carreira, o AS Vénus.
Foi convocado diversas vezes entre 1992 e 1998, mas jogou apenas 5 partidas pela Seleção Taitiana no período. Em 1998, encerrou sua carreira de atleta.
Em 2010, foi escolhido como o novo comandante dos Toa Aito, sucedendo Gérard Kautai. Seu maior feito no comando técnico do Taiti foi ter levado a equipe à final da Copa das Nações da OFC em 2012, que dava ao vencedor uma vaga para a Copa das Confederações de 2013 e uma vaga para a fase final das Eliminatórias da Copa de 2014 da Oceania. A vitória sobre a Nova Caledônia garantiu ao Taiti a primeira conquista de uma seleção que não fosse Austrália (até 2006) ou Nova Zelândia.
Durante a competição, utilizou 21 dos 23 atletas convocados (apenas o zagueiro Tamatoa Wagemann e o meia Rainui Aroita não entraram em campo). Após 25 partidas em 5 anos, Etaeta deixou a seleção em 2015, dando lugar a Patrice Flaccadori (apenas para os Jogos do Pacífico) e, posteriormente, a Ludovic Graugnard, que assim como Flaccadori, trabalhou como auxiliar-técnico dos Toa Aito. Desde então, permanece desempregado.

## Conquistas
- Copa das Nações da OFC:

Títulos (1): 2012